# Beatrice Welles
Pour les articles homonymes, voir Welles.
Beatrice Giuditta Welles, également connue sous le nom de Beatrice Mori di Girifalco Welles, née le 13 novembre 1955 à Manhattan (New York), est une ancienne actrice américaine, connue pour ses rôles dans le film Falstaff (1966) et le récit de voyage documentaire In the Land of Don Quixote (1964):430–431. Fille du cinéaste américain Orson Welles et de la comtesse italienne Paola Mori, elle est une ancienne mannequin, personnalité de la radio et de la télévision, fondatrice d'une ligne de cosmétiques et créatrice de sacs à main et de bijoux. Elle administre aussi les biens d'Orson Welles.

## Biographie
Beatrice Giuditta Welles nait à Manhattan le 13 novembre 1955, d'Orson Welles et de sa troisième épouse, Paola Mori,:313, une comtesse d'une famille noble italienne qui remonte au Moyen Âge. Beatrice Welles est la demi-sœur de Chris Welles Feder et de Rebecca Welles Manning (1944–2004), filles issues des deux précédents mariages de son père. Elle est nommée d'après sa grand-mère paternelle, la pianiste de concert Beatrice Ives Welles. Elle est baptisée à l'église catholique romaine Good Shepherd à Beverly Hills, avec Frank Sinatra et l'actrice Mercedes McCambridge en tant que parrains.
Élevée et éduquée en Europe avec des tuteurs privés, Beatrice Welles passe son enfance en étroite compagnie de ses parents. Elle apparait sur scène à l'âge de cinq ans dans une production irlandaise pour la scène de Chimes at Midnight (Falstaff), et plus tard, en 1966, dans le film du même nom. Cinquante ans plus tard, elle se rappelle le tournage à l'occasion de la sortie du DVD/Blu-ray de la Criterion Collection. Le film de son père, Une histoire immortelle (The Immortal Story, 1968), est tourné en partie dans la maison de la famille Welles située à l'extérieur de Madrid, en Espagne, et elle passe de nombreuses heures avec lui dans la salle de montage.
Une grave blessure pendant son adolescence met fin aux espoirs de Welles pour une carrière équestre. Elle se tourne vers le mannequinat et est apparue dans des mises en page dans Vogue, ainsi que des défilés à Paris, Milan, Londres et New York, portant les vêtements de Valentino, Halston et Chanel. Elle est directrice des informations à la radio KAZM-AM en Arizona au début des années 1970, puis personnalité de la télévision régionale et porte-parole de longue date d'un important concessionnaire automobile du sud-ouest. En l'espace de dix mois au milieu des années 1980, elle perd son père, sa mère et sa grand-mère maternelle. Dans le même temps, une relation amoureuse de longue date prend fin soudainement.

## Administration des biens d'Orson Welles
Orson Welles meurt le 10 octobre 1985:453. Sa veuve, Paola Mori, meurt dix mois plus tard, à la suite d'un accident de voiture. Après la mort de ses parents, Welles démêle une succession alambiquée et des problèmes de droits compliqués, qui impliquaient la partenaire de longue date de son père, Oja Kodar. Les deux femmes signent un accord le 7 novembre 1986 dans un palais de justice du comté de Clark, dans le Nevada.
Elle collabore avec le producteur Julian Schlossberg à la restauration du film de son père, Othello, qui est projeté au Festival de Cannes 1992 — 40 ans après sa sortie.
Six ans plus tard, elle proteste contre une réédition du film de son père, La Soif du mal (Touch of Evil, 1958). Elle s'oppose à ce que le film soit réédité et commercialisé comme étant labellisé director's cut sans qu'elle soit autorisée à le visionner à l'avance. Elle déclare que ses actions sont motivées par une modification désastreuse de Don Quichotte plusieurs années plus tôt.
Après des années de blocage de diverses tentatives pour terminer le dernier film inachevé de son père, De l'autre côté du vent, Beatrice Welles embrasse et fait campagne pour un projet mené par le cinéaste d'origine polonaise Filip Jan Rymsza et le producteur Frank Marshall. Elle est productrice exécutive du film, publié par Netflix en août 2018. Cependant, moins de trois semaines avant sa première à la Mostra de Venise, elle se plaint que le film est entre les mains de personnes que « son père aurait détestées ». Ses remarques s'adressent probablement aux dirigeants de Netflix, qui ont ignoré ses appels des mois plus tôt pour faire ses débuts au Festival de Cannes comme initialement prévu.
En 2016, elle imagine monter une possible exposition de galerie des peintures de son père à New York et suggère la rédaction d'un livre basé sur ses premières lettres et des croquis inédits, qui se concrétiseraient au début de 2019,. En juin 2018, il est révélé que la toute première grande exposition d'art d'Orson Welles aurait lieu du 2 août au 23 septembre à Édimbourg.
En collaboration avec le cinéaste Mark Cousins, elle conçoit le documentaire The Eyes of Orson Welles — dont elle est consultante —, qui examine le film et le travail scénique de son père à travers une mine de dessins rarement vus. Le film a sa première mondiale au 71e Festival de Cannes le 9 mai 2018. Le documentaire reçoit des critiques favorables avec l'écriture de Todd McCarthy du Hollywood Reporter : « Fraîchement conçu, mordamment fantaisiste, léger sur ses pieds et flotte d'esprit, Les yeux d'Orson Welles ne fait à juste titre aucune revendication approfondie des compétences de dessin et de peinture de Welles, mais les positionne honnêtement comme un aspect jusque-là négligé du talent polymorphe abondant de l'homme ». 
Beatrice Welles est présente dans le documentaire de Morgan Neville (en), Ils m'aimeront quand je serai mort (They'll Love Me When I'm Dead), qui sort sur Netflix le 2 novembre 2018.
En collaboration avec Titan Group (en) et l'auteur Simon Braund, Beatrice Welles produit Orson Welles Portfolio: Sketches and Drawings from the Welles Estate, publié le 19 février 2019. Avec le réalisateur Dax Phelan, elle réalise également la docusérie Life With Orson Welles: The Man Behind the Legend en 2019.